# Temporada 1994-95 de los Chicago Bulls
La temporada 1994-95 fue la vigesimonovena de los Chicago Bulls en la NBA. La temporada regular acabaron con 47 victorias y 35 derrotas, ocupando la quinta posición de la Conferencia Este, clasificándose para los playoffs, en los que cayeron en semifinales de conferencia ante los Orlando Magic.
Esta sería su primera temporada en el United Center, estadio al que se trasladaron tras 26 temporadas jugando en el Chicago Stadium. esa temporada también regresaría Michael Jordan de su retiro, llegando a disputar 17 partidos, de los que ganaron en 13 de ellos.

## Elecciones en elDraft
| Ronda | Puesto | Jugador         | Posición  | Nacionalidad   | Universidad/Club |
| ----- | ------ | --------------- | --------- | -------------- | ---------------- |
| 1     | 21     | Dickey Simpkins | Ala-Pívot | Estados Unidos | Providence       |
| 2     | 49     | Kris Bruton     | Alero     | Estados Unidos | Benedict         |

## Temporada regular
| División Central      | División Central | División Central | División Central | División Central | División Central | División Central | División Central | División Central |
| Equipo                | G                | P                | %                | PD               | Casa             | Fuera            | Div              |                  |
| --------------------- | ---------------- | ---------------- | ---------------- | ---------------- | ---------------- | ---------------- | ---------------- | ---------------- |
| y-Indiana Pacers      | 52               | 30               | .634             | –                | 33–8             | 19–22            | 18–10            |                  |
| x-Charlotte Hornets   | 50               | 32               | .610             | 2                | 29–12            | 21–20            | 17–11            |                  |
| x-Chicago Bulls       | 47               | 35               | .573             | 5                | 28–13            | 19–22            | 16–12            |                  |
| x-Cleveland Cavaliers | 43               | 39               | .524             | 9                | 26–15            | 17–24            | 17–11            |                  |
| x-Atlanta Hawks       | 42               | 40               | .512             | 10               | 24–17            | 18–23            | 9–19             |                  |
| Milwaukee Bucks       | 34               | 48               | .415             | 18               | 22–19            | 12–29            | 13–15            |                  |
| Detroit Pistons       | 28               | 54               | .341             | 24               | 22–19            | 6–35             | 8–20             |                  |

## Playoffs

### Primera ronda
Charlotte Hornets  vs. Chicago Bulls
| Fecha       | Partido                                  | Ciudad    |
| ----------- | ---------------------------------------- | --------- |
| 28 de abril | Charlotte Hornets 100, Chicago Bulls 108 | Charlotte |
| 30 de abril | Charlotte Hornets 106, Chicago Bulls 89  | Charlotte |
| 2 de mayo   | Chicago Bulls 103, Charlotte Hornets 80  | Chicago   |
| 4 de mayo   | Chicago Bulls 85, Charlotte Hornets 84   | Chicago   |
|             | Chicago Bulls gana las series 3-1        |           |

### Semifinales de Conferencia
Orlando Magic vs. Chicago Bulls
| Fecha      | Partido                              | Ciudad  |
| ---------- | ------------------------------------ | ------- |
| 7 de mayo  | Orlando Magic 94, Chicago Bulls 91   | Orlando |
| 10 de mayo | Orlando Magic 94, Chicago Bulls 104  | Orlando |
| 12 de mayo | Chicago Bulls 101, Orlando Magic 110 | Chicago |
| 14 de mayo | Chicago Bulls 106, Orlando Magic 95  | Chicago |
| 16 de mayo | Orlando Magic 103, Chicago Bulls 95  | Orlando |
| 18 de mayo | Chicago Bulls 102, Orlando Magic 108 | Chicago |
|            | Orlando Magic gana las series 4-2    |         |

## Estadísticas

### Temporada regular
| Rk | Jugador           | Edad | P  | PT | MP   | TC  | TCI  | %TC  | T3  | T3I | %T3  | TL  | TLI | %TL  | RO  | RD  | RT  | AS  | RB  | TAP | BP  | FP  | PTS  |
| -- | ----------------- | ---- | -- | -- | ---- | --- | ---- | ---- | --- | --- | ---- | --- | --- | ---- | --- | --- | --- | --- | --- | --- | --- | --- | ---- |
| 1  | Michael Jordan    | 31   | 17 | 17 | 39.3 | 9.8 | 23.8 | .411 | 0.9 | 1.9 | .500 | 6.4 | 8.0 | .801 | 1.5 | 5.4 | 6.9 | 5.3 | 1.8 | 0.8 | 2.1 | 2.8 | 26.9 |
| 2  | Scottie Pippen    | 29   | 79 | 79 | 38.2 | 8.0 | 16.7 | .480 | 1.4 | 4.0 | .345 | 4.0 | 5.6 | .716 | 2.2 | 5.9 | 8.1 | 5.2 | 2.9 | 1.1 | 3.4 | 3.0 | 21.4 |
| 3  | Toni Kukoč        | 26   | 81 | 55 | 31.9 | 6.0 | 11.9 | .504 | 0.8 | 2.4 | .313 | 2.9 | 3.9 | .748 | 1.9 | 3.5 | 5.4 | 4.6 | 1.3 | 0.2 | 2.0 | 2.0 | 15.7 |
| 4  | B.J. Armstrong    | 27   | 82 | 82 | 31.4 | 5.1 | 10.9 | .468 | 1.3 | 3.1 | .427 | 2.5 | 2.8 | .884 | 0.3 | 2.0 | 2.3 | 3.0 | 1.0 | 0.1 | 1.3 | 1.9 | 14.0 |
| 5  | Steve Kerr        | 29   | 82 | 0  | 22.4 | 3.2 | 6.0  | .527 | 1.1 | 2.1 | .524 | 0.8 | 1.0 | .778 | 0.2 | 1.2 | 1.5 | 1.8 | 0.5 | 0.0 | 0.6 | 1.4 | 8.2  |
| 6  | Will Perdue       | 29   | 78 | 78 | 20.4 | 3.3 | 5.9  | .553 | 0.0 | 0.0 | .000 | 1.4 | 2.5 | .582 | 2.7 | 4.0 | 6.7 | 1.2 | 0.3 | 0.7 | 1.5 | 2.8 | 8.0  |
| 7  | Ron Harper        | 31   | 77 | 53 | 19.9 | 2.7 | 6.4  | .426 | 0.4 | 1.4 | .282 | 1.1 | 1.7 | .618 | 0.7 | 1.7 | 2.3 | 2.0 | 1.3 | 0.4 | 1.3 | 1.7 | 6.9  |
| 8  | Luc Longley       | 26   | 55 | 0  | 18.2 | 2.5 | 5.5  | .447 | 0.0 | 0.0 | .000 | 1.6 | 1.9 | .822 | 1.5 | 3.3 | 4.8 | 1.3 | 0.4 | 0.8 | 1.6 | 3.2 | 6.5  |
| 9  | Pete Myers        | 31   | 71 | 14 | 17.9 | 1.7 | 4.0  | .415 | 0.1 | 0.5 | .256 | 1.0 | 1.6 | .614 | 0.8 | 1.2 | 2.0 | 2.1 | 0.8 | 0.2 | 1.2 | 1.8 | 4.5  |
| 10 | Greg Foster       | 26   | 17 | 3  | 17.6 | 2.4 | 5.1  | .477 | 0.0 | 0.0 |      | 1.3 | 1.8 | .710 | 1.1 | 2.1 | 3.2 | 0.9 | 0.1 | 0.5 | 1.0 | 3.2 | 6.1  |
| 11 | Jo Jo English     | 24   | 8  | 0  | 15.9 | 1.9 | 4.9  | .385 | 0.4 | 1.5 | .250 | 1.3 | 1.6 | .769 | 0.1 | 0.3 | 0.4 | 0.9 | 0.9 | 0.1 | 0.8 | 2.4 | 5.4  |
| 12 | Larry Krystkowiak | 30   | 19 | 14 | 15.1 | 1.5 | 3.8  | .389 | 0.0 | 0.0 |      | 1.4 | 1.6 | .900 | 1.0 | 2.1 | 3.1 | 1.4 | 0.5 | 0.1 | 1.3 | 1.8 | 4.4  |
| 13 | Corie Blount      | 26   | 68 | 9  | 13.1 | 1.5 | 3.1  | .476 | 0.0 | 0.0 | .000 | 0.6 | 1.0 | .567 | 1.6 | 2.0 | 3.5 | 0.9 | 0.4 | 0.5 | 0.9 | 2.1 | 3.5  |
| 14 | Bill Wennington   | 31   | 73 | 1  | 13.1 | 2.1 | 4.3  | .492 | 0.0 | 0.1 | .000 | 0.7 | 0.9 | .810 | 0.9 | 1.7 | 2.6 | 0.5 | 0.3 | 0.2 | 0.5 | 2.7 | 5.0  |
| 15 | Jud Buechler      | 26   | 57 | 0  | 10.6 | 1.6 | 3.2  | .492 | 0.3 | 0.8 | .313 | 0.4 | 0.7 | .564 | 0.6 | 1.1 | 1.7 | 0.9 | 0.4 | 0.2 | 0.5 | 1.1 | 3.8  |
| 16 | Dickey Simpkins   | 22   | 59 | 5  | 9.9  | 1.3 | 3.1  | .424 | 0.0 | 0.0 |      | 0.8 | 1.2 | .694 | 1.0 | 1.5 | 2.6 | 0.6 | 0.2 | 0.1 | 0.8 | 1.2 | 3.5  |

### Playoffs
| Rk | Jugador         | Edad | P  | PT | MP   | TC   | TCI  | %TC  | T3  | T3I | %T3  | TL  | TLI | %TL   | RO  | RD  | RT  | AS  | RB  | TAP | BP  | FP  | PTS  |
| -- | --------------- | ---- | -- | -- | ---- | ---- | ---- | ---- | --- | --- | ---- | --- | --- | ----- | --- | --- | --- | --- | --- | --- | --- | --- | ---- |
| 1  | Michael Jordan  | 31   | 10 | 10 | 42.0 | 12.0 | 24.8 | .484 | 1.1 | 3.0 | .367 | 6.4 | 7.9 | .810  | 2.0 | 4.5 | 6.5 | 4.5 | 2.3 | 1.4 | 4.1 | 3.0 | 31.5 |
| 2  | Scottie Pippen  | 29   | 10 | 10 | 39.6 | 5.8  | 13.1 | .443 | 1.4 | 3.8 | .368 | 4.8 | 7.1 | .676  | 2.4 | 6.2 | 8.6 | 5.8 | 1.4 | 1.0 | 2.7 | 4.0 | 17.8 |
| 3  | Toni Kukoč      | 26   | 10 | 10 | 37.2 | 5.3  | 11.1 | .477 | 1.4 | 3.2 | .438 | 1.8 | 2.6 | .692  | 2.0 | 4.8 | 6.8 | 5.7 | 1.0 | 0.2 | 1.9 | 2.3 | 13.8 |
| 4  | B. J. Armstrong | 27   | 10 | 10 | 28.8 | 3.6  | 7.9  | .456 | 1.3 | 2.9 | .448 | 1.8 | 2.2 | .818  | 0.4 | 1.4 | 1.8 | 2.7 | 0.6 | 0.0 | 0.6 | 2.1 | 10.3 |
| 5  | Luc Longley     | 26   | 10 | 8  | 20.4 | 2.4  | 5.0  | .480 | 0.0 | 0.0 |      | 0.8 | 1.0 | .800  | 0.6 | 2.6 | 3.2 | 1.1 | 0.7 | 0.5 | 1.0 | 4.1 | 5.6  |
| 6  | Steve Kerr      | 29   | 10 | 0  | 19.3 | 1.9  | 4.0  | .475 | 0.8 | 1.9 | .421 | 0.5 | 0.5 | 1.000 | 0.1 | 0.5 | 0.6 | 1.5 | 0.1 | 0.0 | 0.0 | 1.4 | 5.1  |
| 7  | Will Perdue     | 29   | 10 | 2  | 17.6 | 1.9  | 3.7  | .514 | 0.0 | 0.0 |      | 1.2 | 2.1 | .571  | 1.8 | 3.0 | 4.8 | 0.6 | 0.1 | 0.3 | 1.0 | 2.7 | 5.0  |
| 8  | Bill Wennington | 31   | 10 | 0  | 13.3 | 2.1  | 5.1  | .412 | 0.0 | 0.0 |      | 0.6 | 0.6 | 1.000 | 1.2 | 1.6 | 2.8 | 0.3 | 0.3 | 0.3 | 0.8 | 3.2 | 4.8  |
| 9  | Jud Buechler    | 26   | 10 | 0  | 10.4 | 0.9  | 2.1  | .429 | 0.0 | 0.2 | .000 | 0.2 | 0.4 | .500  | 1.1 | 0.9 | 2.0 | 0.5 | 0.4 | 0.3 | 0.3 | 1.5 | 2.0  |
| 10 | Pete Myers      | 31   | 9  | 0  | 8.8  | 0.6  | 1.6  | .357 | 0.1 | 0.2 | .500 | 0.2 | 0.7 | .333  | 0.7 | 0.4 | 1.1 | 0.9 | 0.4 | 0.1 | 0.4 | 1.1 | 1.4  |
| 11 | Ron Harper      | 31   | 6  | 0  | 6.7  | 1.0  | 2.3  | .429 | 0.0 | 0.3 | .000 | 0.0 | 0.0 |       | 0.3 | 0.7 | 1.0 | 0.7 | 0.5 | 0.2 | 0.2 | 1.0 | 2.0  |
| 12 | Corie Blount    | 26   | 8  | 0  | 2.5  | 0.0  | 0.4  | .000 | 0.0 | 0.1 | .000 | 0.0 | 0.0 |       | 0.1 | 0.5 | 0.6 | 0.0 | 0.0 | 0.0 | 0.1 | 0.6 | 0.0  |

## Galardones y récords
| Jugador        | Galardón                                                             |
| Scottie Pippen | Mejor quinteto de la NBA Mejor quinteto defensivo de la NBA All-Star |